# Jerzy Bitschan

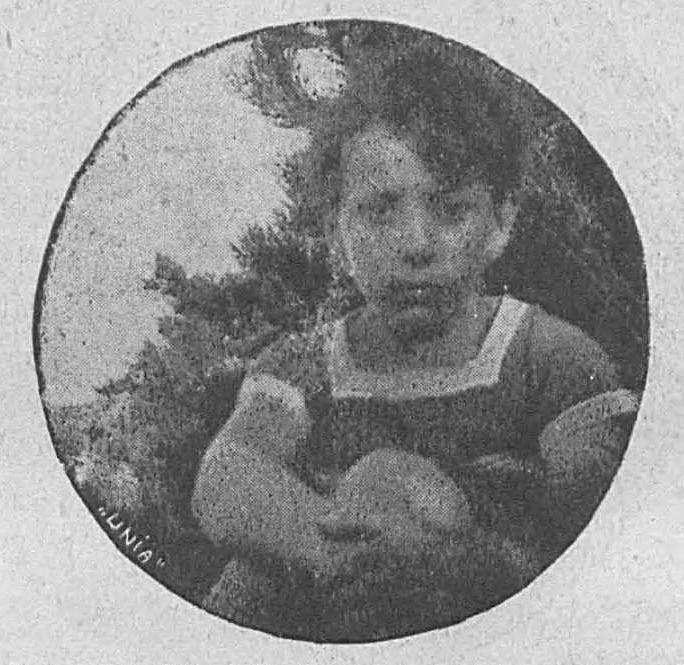
Jurek Bitschan

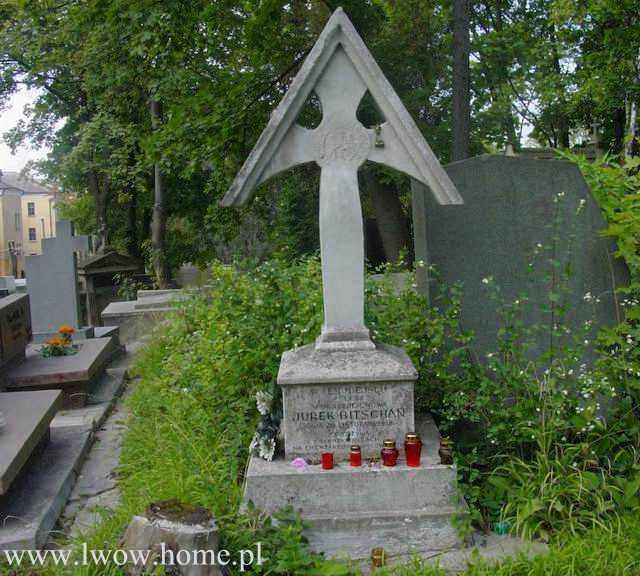
Miejsce śmierci Jurka Bitschana

Jerzy Bitschan, również Jurek Bitschan (ur. 29 listopada 1904 w Czeladzi-Piaskach, zm. 21 listopada 1918 we Lwowie) – polski gimnazjalista, harcerz, Orlę Lwowskie.

## Życiorys
Był jedynym synem Aleksandry Zagórskiej z jej pierwszego małżeństwa. Wraz z matką i ojczymem dr. Romanem Zagórskim zamieszkiwał we Lwowie na Kulparkowie.
Został uczniem szóstej klasy Gimnazjum im. Jordana. Był uważany za ucznia inteligentnego. Należał do II lwowskiej drużyny harcerskiej.
Po rozpoczętej w listopadzie 1918 polskiej obronie Lwowa w trakcie wojny polsko-ukraińskiej pragnął wziąć udział w walkach. 17 listopada, tuż po przebytej anginie, odwiedziła go w domu matka, służąca w tym czasie walk w innej części miasta. Na drugi dzień odprowadził matkę do linii frontu, pozostając na rogu ulicy Leona Sapiehy. Pomimo braku zgody ze strony ojczyma, dr. Romana Zagórskiego, w dniu 20 listopada 1918 opuścił dom i udał się w rejon walk. Pozostawił wiadomość w formie bileciku o treści:

Kochany tatusiu! Idę dzisiaj zameldować się do wojska. Chcę okazać, że znajdę na tyle sił, by móc służyć i wytrzymać. Obowiązkiem też moim jest iść, gdy mam dość sił, a wojska braknie ciągle dla oswobodzenia Lwowa. Z nauk zrobiłem już tyle, ile trzeba było.

Na jego biurku pozostała książka pt. Śpiewy historyczne autorstwa Juliana Ursyna Niemcewicza otwarta na stronie z fragmentem:
Słuchajcie, rycerze młodzi
Żałosnej lutni jęczenia
Niech w was chęć do sławy rodzi
Dawnego męstwa wspomnienia
Słuchajcie, jak sławny wieniec
Walcząc w ojczyźnie obronie
Zyskał odważny młodzieniec
I w szlachetnym poległ zgonie.
Zgłosił się wówczas do wojsk polskich na Kulparkowie. Według relacji naocznego świadka, ppor. Adama Pluteckiego, w nocy 20/21 listopada 1918 kompania kulparkowska otrzymała wówczas rozkaz ataku oraz zajęcia Pohulanki i Snopkowa. Początkowo nie planowano zabrać ze sobą Bitschana z uwagi na zbyt młody wiek, jednak po jego usilnych prośbach, by nie zostawiać go na kwaterze (miał stwierdzić: Spaliłbym się ze wstydu), udzielono mu pozwolenia z jednoczesnym powierzeniem opieki nad nim chor. Aleksandrowi Śliwińskiemu. Po zajęciu Snopkowa Bitschan został skierowany na wartę. Wówczas ośmieleni dotychczasowym powodzeniem żołnierze postanowili z cmentarza Łyczakowskiego zaatakować Ukraińców zgromadzonych w położonych naprzeciw koszarach św. Piotra i Pawła. Idąc na akcję zachęcili do pójścia z nimi stojącego w budce wartowniczej Bitschana. Podczas ostrzału sił polskich na cmentarzu Bitschan został trafiony dwukrotnie w nogi przez eksplodujące ukraińskie pociski ekrazytowe, jednak pomimo tego usiłował nadal strzelać (w tym czasie śmiertelnie ranny w głowę został chor. Śliwiński). Ranny Bitschan został przeniesiony przez ppor. Pluteckiego za kaplicę i opatrzony. Odniósł dodatkowo rany głowy. Wobec narastającej siły ostrzału z koszar nieliczna grupa polskiego ataku została zmuszona do wycofania się w stronę Pohulanki i pozostawienia na miejscu zabitych i rannych, w tym Bitschana. Jerzy Bitschan zmarł 21 listopada 1918. Nazajutrz, 22 listopada po oswobodzeniu Lwowa przez Polaków, zakrwawione ciało chłopca – leżące na śniegu i okryte chryzantemami – zostało odnalezione, po czym rozpoznane przez jego ojczyma.
Jerzy Bitschan został pochowany we wspólnym pogrzebie z Aleksandrem Śliwińskim, przy licznym udziale mieszkańców Lwowa oraz przy salwie z armat i karabinów maszynowych. Po ekshumacji jego szczątki zostały pochowane w krypcie katakumby III na Cmentarzu Obrońców Lwowa.

## Upamiętnienie
Postać poległego w walkach o Lwów Jurka Bitschana została okryta legendą i stała się symbolem poświęcenia młodzieży w obronie miasta.
Po śmierci chłopca powstała popularna „Ballada o Jurku Bitschanie” do słów poetki Anny Fischerówny, która poświęciła chłopcu 8-zwrotkowi wiersz zatytułowany „Jurek Bitschan”; muzykę do słów skomponował ks. Józef Polit i piosenka została wydana w Nowym śpiewniku szkolnym w Przemyślu w 1920; fragmenty: 1, 7 i 8 zwrotka:
| "Mamo najdroższa bądź zdrowa Do braci idę w bój Twoje uczyły mnie słowa Nauczył przykład Twój..." |  | Rwie się, lecz pada na nowo... "Ach, mamo! Nie płacz, nie!... Niebios Przeczysta Królowo! Ty dalej prowadź mnie!..." |  | Żywi walczyli do rana Do złotych słońca zórz Ale bez Jurka Bitschana Bo Jurek... spoczął już... |

Ulice imienia Jurka Bitschana zostały ustanowione w Ruszowie (1946), w Krakowie na Prądniku Czerwonym (1991), natomiast w Lublinie, w pobliżu zamku, znajduje się skwer jego imienia.

## Odznaczenia
Rozporządzeniem Ministra Spraw Wojskowych Kazimierza Sosnkowskiego z 13 maja 1922 ochotnik Jerzy Bitschan został pośmiertnie odznaczony Krzyżem Walecznych za obronę Lwowa.
Zarządzeniem prezydenta RP Ignacego Mościckiego z 22 kwietnia 1938 Jerzy Bitschan został pośmiertnie odznaczony Krzyżem Niepodległości za pracę w dziele odzyskania niepodległości.